# Melanie (énekesnő)
Melanie, született Melanie Safka (Queens, 1947. február 3. – 2024. január 23.) amerikai énekesnő, dalszerző.

## Pályakép

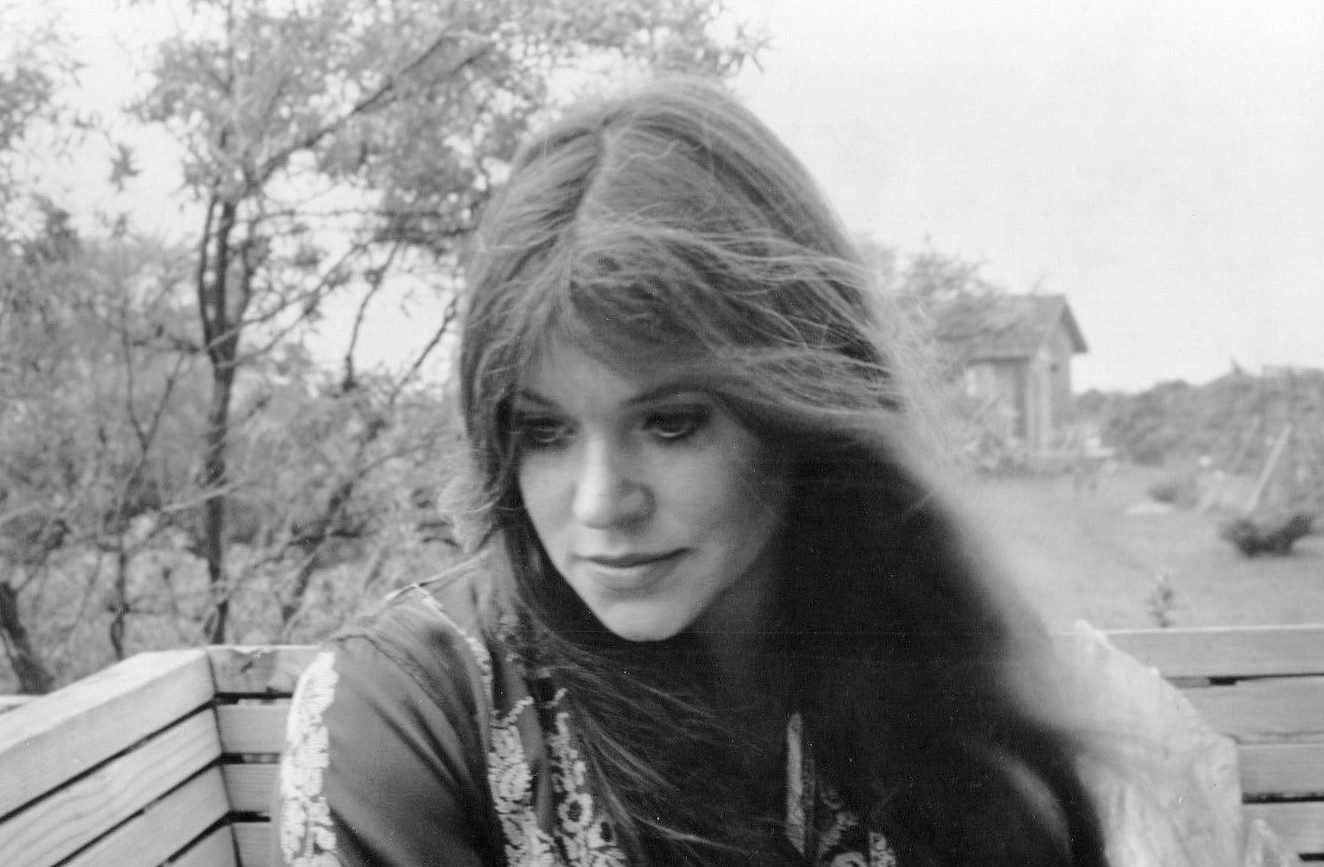
1974

Apja ukrán, édesanyja pedig olasz származású volt. Négyéves korában már énekelt egy rádióműsorban. 1964-ben New Jersey-ben érettségizett. 1960-ban egy kis kávéházban lépett fel először New Jersey-ben. Szülei ragaszkodtak ahhoz, hogy menjen főiskolára: így színészetet tanult az American Academy of Dramatic Arts New Yorkon. Itt klubokban kezdett énekelni Greenwich Village-ben, majd aláírta első lemezszerződését. Az első jelentős sikert Európában érte el, listavezető lett Franciaországban, 1969-ben.
Legismertebb slágerei: „Brand New Key”, „Ruby Tuesday”, „My Song Today”, „Lay Down”, „In the Rain”, „Brand New Key", „Ruby Tuesday”, „What Have They Done to My Song Ma”, „Lay Down”.
A legendás Woodstocki fesztivál egyik részvevője volt (1969): „The First Lady of Woodstock”.

## Albumok
- 1968 – Born to Be
- 1969 – Affectionately/Melanie
- 1970 – Melanie/Candles in the Rain
- 1970 – Leftover Wine
- 1970 – RPM (filmzene)
- 1971 – All the Right Noises
- 1971 – The Good Book
- 1971 – Gather Me
- 1971 – Live at Montreux
- 1971 – Garden in the City
- 1972 – Stoneground Words
- 1973 – Melanie at Carnegie Hall
- 1973 – Please Love Me
- 1974 – Madrugada
- 1974 – As I See It Now
- 1975 – Sunset and Other Beginnings
- 1976 – Photograph
- 1978 – Phonogenic/Not Just Another Pretty Face
- 1979 – Ballroom Streets
- 1982 – Arabesque
- 1983 – Seventh Wave
- 1985 – Am I Real or What
- 1987 – Melanie
- 1989 – Cowabonga
- 1991 – Precious Cargo
- 1993 – Freedom Knows My Name
- 1993 – Silver Anniversary (Unplugged)
- 1995 – Old Bitch Warrior
- 1996 – Unchained Melanie
- 1996 – Her (Live & New)
- 1997 – Lowcountry
- 1997 – On Air
- 1997 – Antlers
- 2002 – Moments from my life
- 2002 – Crazy Love
- 2004 – Paled by Dimmer Light
- 2005 – Photograph Double Exposure
- 2010 – Ever Since You Never Heard of Me
- 2015 - 1984 (koncertalbum)[7]

## Díjak
- Emmy-díj, 1989: a The First Time I Loved Forever dalszövegéért.